# Dexialia spectabilis
Dexialia spectabilis is een keversoort uit de familie zwamkevers (Endomychidae). De wetenschappelijke naam van de soort werd in 1984 gepubliceerd door Sasaji.